# Piattaforma di Crimea
La Piattaforma di Crimea (in ucraino Кримська платформа?, Krym'ska platforma) è un'iniziativa diplomatica dell'Ucraina e del suo presidente, Volodymyr Zelens'kyj. È stata progettata per riportare la questione della Crimea nell'agenda internazionale e facilitare il ritorno del controllo sulla Crimea all'Ucraina e ripristinare le relazioni Russia-Ucraina. Al vertice sono stati toccati i temi della protezione dei diritti umani dei tatari di Crimea, del degrado ambientale, del soffocamento del commercio nella regione del Mar Nero e d'Azov e delle repressioni politiche russe in Crimea. Il Vertice inaugurale della piattaforma si è svolto il 23 agosto 2021, alla vigilia del 30º anniversario dell'indipendenza dell'Ucraina.

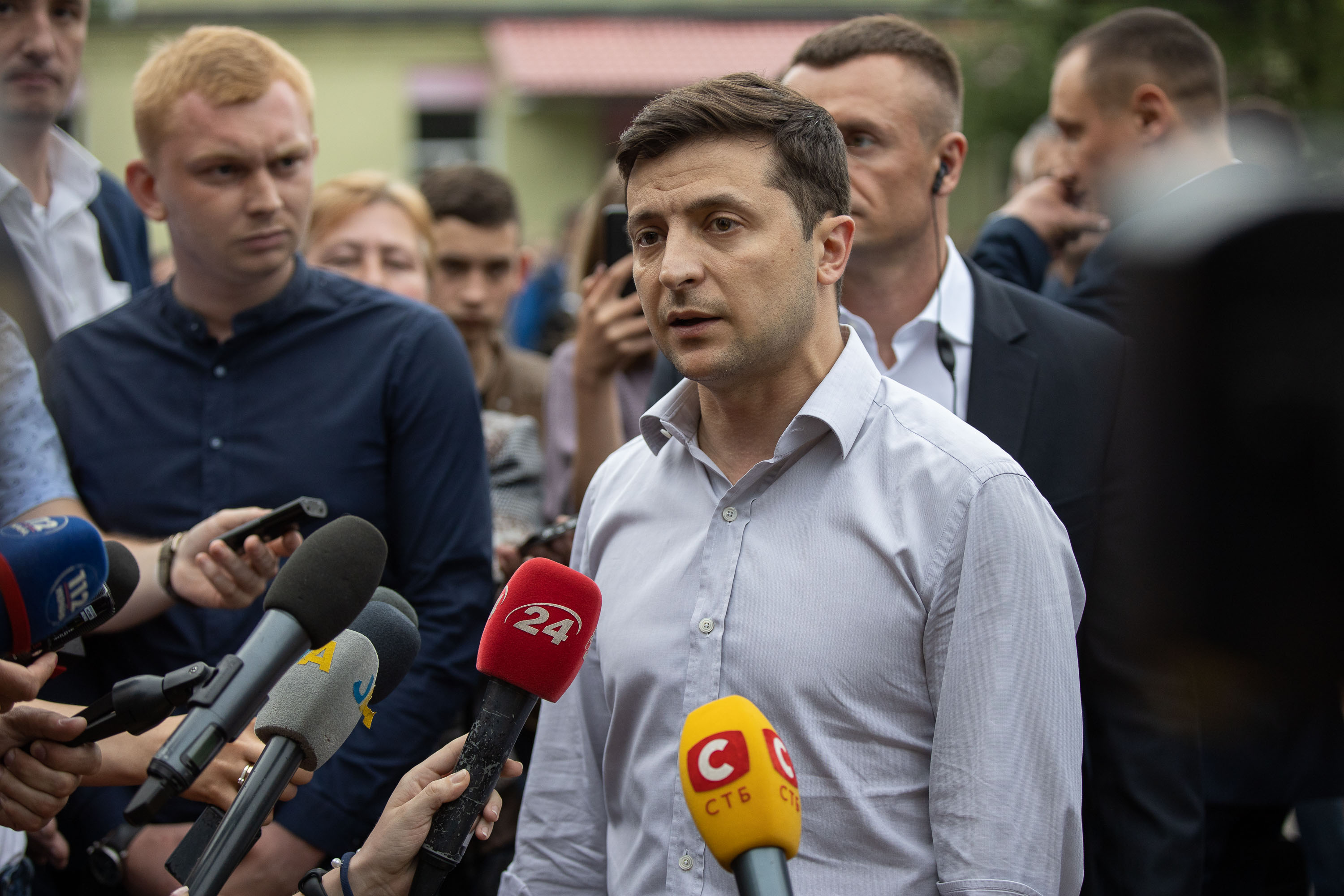
Volodymyr Zelenskyj, ideatore della "Piattaforma di Crimea"

Secondo il primo viceministro degli affari esteri dell'Ucraina, Emine Džaparova, "la piattaforma di Crimea è un formato politico che ha già unito gli sforzi nazionali e internazionali per disoccupare la Crimea".
Nell'articolo per il Giornale Diplomatico l'Ambasciatore d'Ucraina in Italia Jaroslav Mel'nyk ha detto che "I partecipanti alla Piattaforma della Crimea intraprenderanno un'azione comune per migliorare il monitoraggio e lo scambio di informazioni sulle violazioni dei diritti umani e delle norme del diritto internazionale umanitario nel territorio della penisola occupata." e ha anche aggiunto qualche parola sul paese in cui svolge la sua missione diplomatica: "Non ho nessun dubbio che l'Italia, come Paese fondatore dell'UE e del Consiglio d'Europa, sarà un importante partecipante della piattaforma di Crimea, contribuendo ulteriormente al ripristino dell'integrità territoriale d'Ucraina."

## Il Vertice
Il Vertice inaugurale della Piattaforma di Crimea si è tenuto il 23 agosto a Kiev e ha ospitato un formato internazionale creato dall'Ucraina per consolidare i suoi sforzi per liberare dall'occupazione russa la Crimea.
Al Vertice hanno partecipato 47 Stati e organizzazioni internazionali. Le delegazioni erano guidate da 15 capi di Stato e di governo, 2 presidenti di parlamento e 14 ministri degli affari esteri. All'evento hanno partecipato i Capi delle Istituzioni dell'Unione Europea, i Segretari Generali del Consiglio d'Europa e del GUAM e il Vicesegretario Generale della NATO.
La parte ufficiale del Vertice è iniziata con un discorso del presidente d'Ucraina Volodymyr Zelens'kyj. Sono interventi anche il presidente della Verchovna Rada d'Ucraina Dmytro Razumkov e il primo ministro dell'Ucraina Denys Šmyhal', i capi delle delegazioni straniere, il capo del popolo tataro di Crimea Mustafa Džemiljev, il rappresentante della rete di esperti della piattaforma di Crimea Ol'ha Skrypnyk.
I leader degli Stati esteri e delle organizzazioni internazionali hanno riaffermato il loro continuo sostegno all'indipendenza e all'integrità territoriale d'Ucraina entro i suoi confini internazionalmente riconosciuti e hanno sottolineato la necessità di proseguire gli sforzi congiunti per superare le conseguenze negative dell'occupazione temporanea della Crimea in materia di sicurezza, diritti umani, ecologia ed economia. Hanno sottolineato l'importanza di mantenere l'efficacia e la fermezza del regime di non riconoscimento di qualsiasi cambiamento nello status della Repubblica autonoma di Crimea e della città di Sebastopoli.

## Tematica
La piattaforma continuerà a funzionare regolarmente a tutti i livelli in cinque aree prioritarie:
- consolidamento della politica internazionale di non riconoscimento del cambiamento dello status della Crimea come parte del territorio d'Ucraina;
- efficacia delle sanzioni, loro rafforzamento e blocco delle deviazioni;
- protezione dei diritti umani e del diritto internazionale umanitario, ripristino dei diritti del popolo tataro di Crimea;
- garantire la sicurezza nella regione del Mar d’Azov e Mar Nero, la tutela del principio della libertà di navigazione;
- superare le conseguenze ambientali ed economiche dell'occupazione.

## Stati partecipanti

## Stati partecipanti[4]
- Albania
- Australia
- Austria
- Belgio
- Bulgaria
- Canada
- Cipro
- Croazia
- Danimarca
- Estonia
- Finlandia
- Francia
- Georgia
- Germania
- Giappone
- Grecia
- Italia
- Irlanda
- Islanda
- Lettonia
- Lituania
- Lussemburgo
- Macedonia del Nord
- Malta
- Moldavia
- Montenegro
- Norvegia
- Nuova Zelanda
- Paesi Bassi
- Polonia
- Portogallo
- Rep. Ceca
- Regno Unito
- Romania
- Slovacchia
- Slovenia
- Spagna
- Stati Uniti
- Svezia
- Svizzera
- Turchia
- Ungheria

## Organizzazioni partecipanti
- GUAM
- NATO
- Unione europea